# Trachelolabus
Trachelolabus es un género de gorgojos de la familia Attelabidae. En 1860 Jekel describió el género. Esta es la lista de especies que lo componen:
- Trachelolabus burmaensis Voss, 1935
- Trachelolabus floridus (Zhang 1993)
- Trachelolabus ghumensis Legalov, 2007
- Trachelolabus jordani Heller, 1922
- Trachelolabus longispinus (Zhang 1993)
- Trachelolabus whitei Jekel, 1860